# Thomas Overton Moore

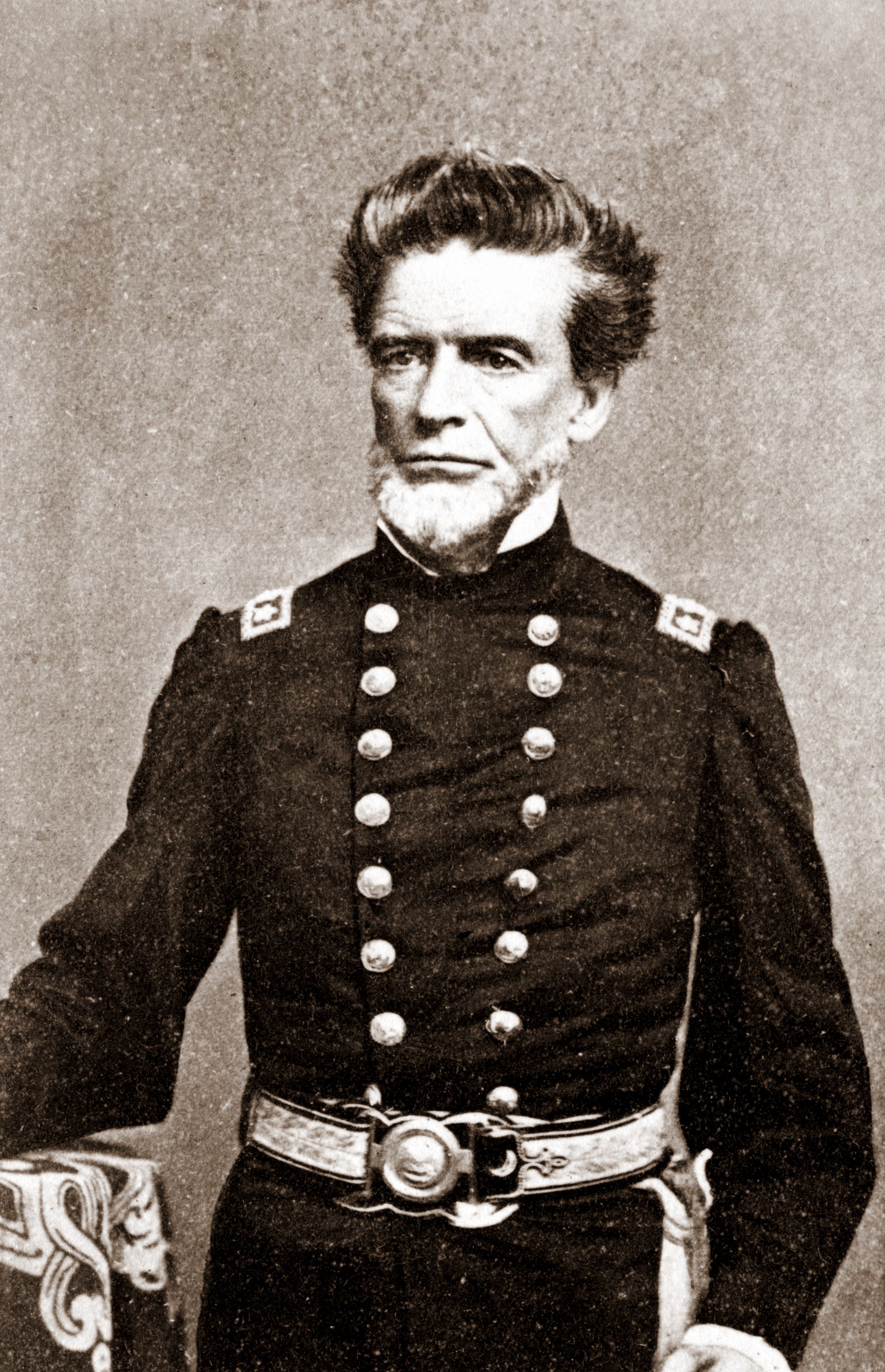
Thomas Overton Moore

Thomas Overton Moore (* 10. April 1804 im Sampson County, North Carolina; † 25. Juni 1876 bei Alexandria, Louisiana) war ein US-amerikanischer Politiker und von 1860 bis 1864 Gouverneur des Bundesstaates Louisiana.

## Frühe Jahre und politischer Aufstieg
Thomas Moore besuchte die öffentlichen Schulen seiner Heimat in North Carolina. Im Jahr 1829 zog er nach Louisiana, wo er sich im Rapides Parish als Baumwollpflanzer niederließ. Zunächst verwaltete er die Plantage seines Onkels, ehe er dann eine eigene Plantage erwarb. In den folgenden Jahren wurde er einer der erfolgreichsten Baumwollpflanzer in Louisiana.
Moore war Mitglied der Demokratischen Partei. Im Jahr 1848 wurde er für eine Legislaturperiode in das Repräsentantenhaus von Louisiana gewählt. 1856 folgte dann seine Wahl in den Senat von Louisiana. Am 7. November 1859 wurde er zum neuen Gouverneur seines Staates gewählt.

## Gouverneur von Louisiana
Thomas Moore trat sein neues Amt am 23. Januar 1860 an. Sein erstes Jahr im Amt war von heftigen Diskussionen im Vorfeld des Bürgerkriegs überschattet. Moore, selbst Sklavenhalter auf seiner Plantage, stand eindeutig auf der Seite des Südens. Bei den Präsidentschaftswahlen des Jahres 1860 unterstützte er den bisherigen Vizepräsidenten John Cabell Breckinridge, der für die südliche Fraktion der Demokraten kandidierte. Nach dem Wahlsieg von Abraham Lincoln stellte Moore in Louisiana die Weichen auf Konfrontation mit der Union. Er berief einen Konvent ein, der am 26. Januar 1861 den Austritt des Staates aus der Union beschloss. Im März des gleichen Jahres wurde der Staat Mitglied der Konföderierten Staaten.
Moore bereitete inzwischen den Staat auf den zu erwartenden Bürgerkrieg vor. Er rekrutierte Truppen für die konföderierte Armee und die Miliz des Staates, und er organisierte Material und Proviant für die Streitkräfte. Die Verteidigungsanlagen, vor allem um New Orleans, wurden verstärkt oder neu errichtet. Die Währung wurde auf jene der Konföderation, den CSA-Dollar, umgestellt. Bereits seit Januar 1861 wurden militärische Einrichtungen der Bundesregierung von Soldaten aus Louisiana belagert. Nach dem offiziellen Kriegsausbruch im April 1861 bekam Louisiana bald die negativen Folgen zu spüren. Die Union blockierte die Häfen des Südens. Aus New Orleans konnten keine Waren mehr ausgeführt werden. Im April 1862 wurde die Stadt schließlich von der US-Marine unter dem Kommando von Admiral David Glasgow Farragut erobert und besetzt. Da nun auch die Hauptstadt Baton Rouge bedroht war, zog die Regierung von Gouverneur Moore nach Opelousas. In der Folge wurden weitere Teile von Louisiana von der Armee der Union besetzt und die Hauptstadt musste wieder verlegt werden, diesmal nach Shreveport. Bereits am 2. Juni 1862 hatte die Bundesregierung George F. Shepley zum Militärgouverneur von Louisiana ernannt, der die von der Union kontrollierten Gebiete verwaltete. Damit hatte Louisiana zwei Gouverneure, die jeweils einen Teil des Staates kontrollierten, wobei der von den Konföderierten kontrollierte Teil im Lauf der Zeit immer kleiner wurde.

## Weiterer Lebenslauf
Nach dem Ende seiner Amtszeit am 25. Januar 1864 zog sich Moore auf seine Plantage zurück. Diese wurde aber bereits im Mai des gleichen Jahres von Unionstruppen niedergebrannt und Moore musste fliehen. Von Seiten der Bundesregierung wurde er mit einem Haftbefehl gesucht. Er floh nach Mexiko und Kuba und kehrte erst nach einer Amnestie durch Präsident Andrew Johnson nach Louisiana zurück. In den folgenden Jahren arbeitete Moore am Wiederaufbau seiner Plantage. Er starb im Juni 1876. Mit seiner Frau Bethia Jane Leonard hatte der Ex-Gouverneur fünf Kinder.